# 자유 시리아군
자유 시리아군(아랍어: الجيش السوري الحر)은 시리아 내전에서 활동하는 반군 조직들의 느슨한 연합이다. 귀순한 시리아군 병사와 지원병으로 구성되어 있다.
자유 시리아군은 "시리아 인민의 반체제 군사 혁명"을 목표로 하고 있으며, 무장 작전, 군대 이탈 장려, 무력행동을 통해 정부를 무너뜨리는 것을 목표로 하고 있다. 시리아 정부군은 조직력이 뛰어나고 무장도 잘 돼 있어 자유 시리아군은 농촌과 도시에서 게릴라식 전술을 채택했다. FSA의 군사전략은 수도 다마스쿠스에서 무력행동에 전술적으로 초점을 맞춘 분산된 전국적인 게릴라전에 초점이 맞춰져 있다. 이 캠페인은 영토를 차지하기 위한 것이 아니라, 오히려 정부군과 그들의 물류망을 도시 중심지 전투에 얇게 분산시키고, 치안 부대에 소모감을 일으키고, 사기를 떨어뜨리고, 시리아의 수도인 다마스쿠스를 전복하려는 것이었다.
2011년 말 시리아군 주요 이탈자들의 단체로 꼽혔다. 2012년 7월부터는 잘못된 규율, 내분, 자금 부족이 FSA를 약화시켰고, 이슬람 단체들은 무장 야당 내에서 주류가 되었다.

## 같이 보기
- 시리아군
- 시리아 민주군
- 정복군